# Верхненовокутлумбетьево
Верхненовокутлумбетьево — село в Матвеевском районе Оренбургской области России. Основано в 1780 году.

## География
Село находится в северо-западной части Оренбургской области, в пределах юго-западной оконечности Бугульминско-Белебеевской возвышенности, на правом берегу реки Большой Кинель.
Абсолютная высота — 139 метров над уровнем моря.

### Климат
Климат характеризуется как континентальный с морозной зимой и жарким летом. Среднегодовая температура составляет 2,3 — 2,9 °C. Средняя температура воздуха самого тёплого месяца (июля) — 19,4 — 20,2 °C (абсолютный максимум — 40 °C); самого холодного (января) — −15,3 — −14,7 °C (абсолютный минимум — −45 °C). Среднегодовое количество атмосферных осадков составляет 420—464 мм.

## Топоним
Название происходит от мужского имени Котлымбет или Котлымэт. Верхненовокутлумбетьево — самое длинное слитное (без пробелов и дефисов) название населённого пункта в России (23 буквы).
Местное название Шаркаево с татарского языка «шер каен» — «повсюду берёзы».

## История
Издавна эти земли были заселены оседлым татарским населением и кочевыми башкирскими племенами, лишь номинально признававшие власть Волжской Булгарии и Казанского ханства. В конце XVI века, после взятия Казани Иваном Грозным, село оказалась в пределах Московского государства.
Однако освоение территории началось намного позднее. Кочевые башкиры платили нерегулярный ясак царским воеводам, оставаясь свободными от власти московского царя.
С продвижением в начале XVIII в. границ Российской Империи в южном и юго-восточном направлении в Приуралье и заволжских степях формируются военные укрепления и гарнизоны. Оренбург, основанный в 1743 г., образовал собой административный центр на значительной по площади территории Южного Урала и Северного Казахстана. Вскоре построили дорогу — Казанский тракт или Новую Московскую дорогу, для связи с Казанью и далее с Москвой, которая проходила и через территорию Матвеевского района. В это время на данную территорию были поселены «ясашные», то есть податные татары, обязанностью которых было содержание лошадей и ведение ямской гоньбы от станции к станции. На расстоянии 30 верст друг от друга были созданы ямщицкие поселения, среди них ныне Старокутлумбетьево, Староаширово и Староякупово. Постепенно, с прибытием новых переселенцев, образовывались новые сёла, в том числе Верхненовокутлумбетьево.
В 1970—1999-х годах на этой территории учёными-археологами обнаружены разновременные (от эпохи бронзы до средневековья) памятники — курганные могильники и поселения.

## Население
| 2010 |
| ---- |
| 257  |